# Sorgin
Sorgina  (prononcer « chorguigna ») est le mot basque désignant le sorcier ou plus spécifiquement la sorcière.

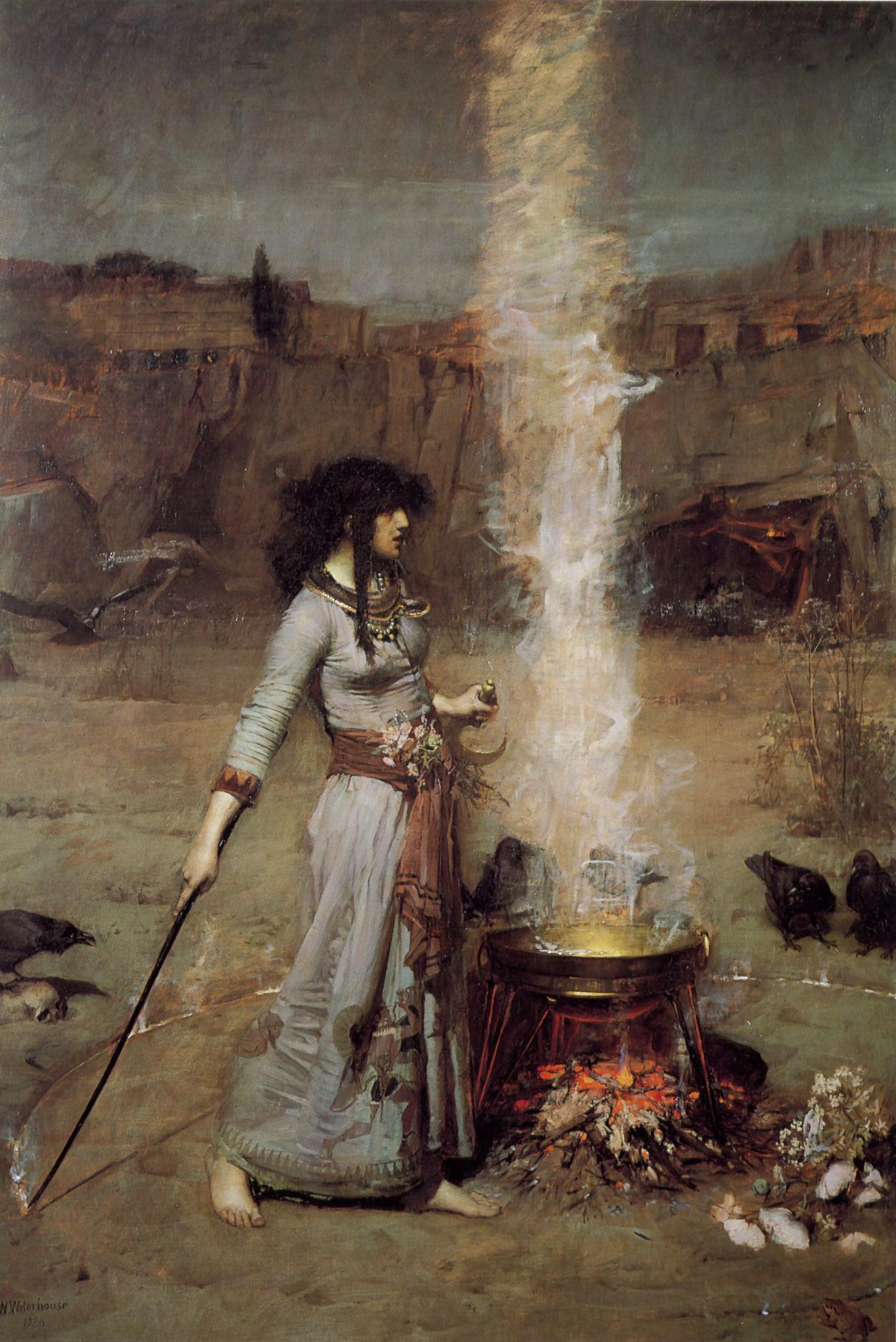
« Sorgina »

Selon les croyances locales, notamment véhiculés par les nombreux procès, les sorciers et sorcières se réunissent la nuit du vendredi dans un lieu souvent appelé Akelarre, dans un Sorginzelaia (terrain de sorcière), Eperlanda (pré de la perdrix) pour célébrer des rites magico-érotiques. Ces « orgies » sont restées dans l'histoire à cause de la persécution de l'Inquisition catholique à l'égard des participants (voir le très fameux procès des sorcières de Zugarramurdi à Logroño en 1610).

## Étymologie
Sorgin signifie « sorcier » ou plus souvent « sorcière » en basque. Le suffixe a désigne l'article : sorgina se traduit donc par « la sorcière » ou « le sorcier ». Selon les lieux, elles portent un nom différent : Sorsain, Belagile, Ujanjo.
Jose Miguel de Barandiaran suggère que ce mot dérive de sorte + gin signifiant « jeteur de sorts ». Il est plus probable qu'il dérive de sor + gin qui signifie « créateur, créatrice ».
De nombreux mots en basque sont associés à sorgin soit en rapport avec la nature, la festivité ou avec un consonance péjorative :
- sorgin-afari : « repas de minuit » (afari qui signifie « souper »)
- sorgin-baratxuri : « ail des jardins, allium vineale, ail des vignes, ail des ours » (baratxuri qui signifie « ail »)
- sorgin-belar : « belladone, pissenlit » (belar qui signifie « herbe »)
- sorgin-dantza : « danse des sorcières » (dantza qui signifie « danse »)
- sorgin-ehiza : « chasse aux sorcières » (ehiza qui signifie « chasse »)
- sorgin-gosari : « rafraîchissement pris peu après minuit » (gosari qui signifie « petit-déjeuner »)
- sorgin-guraizeak : « type de pantographe utilisé par certains personnages lors d'un Carnaval » (guraizeak qui signifie « les ciseaux »)
- sorgin-gurpil : « cercle vicieux » (gurpil qui signifie « roue »)
- sorgin-haize : « tourbillon » (haize qui signifie « vent »)
- sorginkerria : « charme, enchantement, ensorcellement »
- sorgin-oilo : « papillon » (oilo qui signifie « poule »)
- sorgin-orratz : « libellule, anisoptera, demoiselle » (orratz qui signifie « aiguille »)

## Rituel

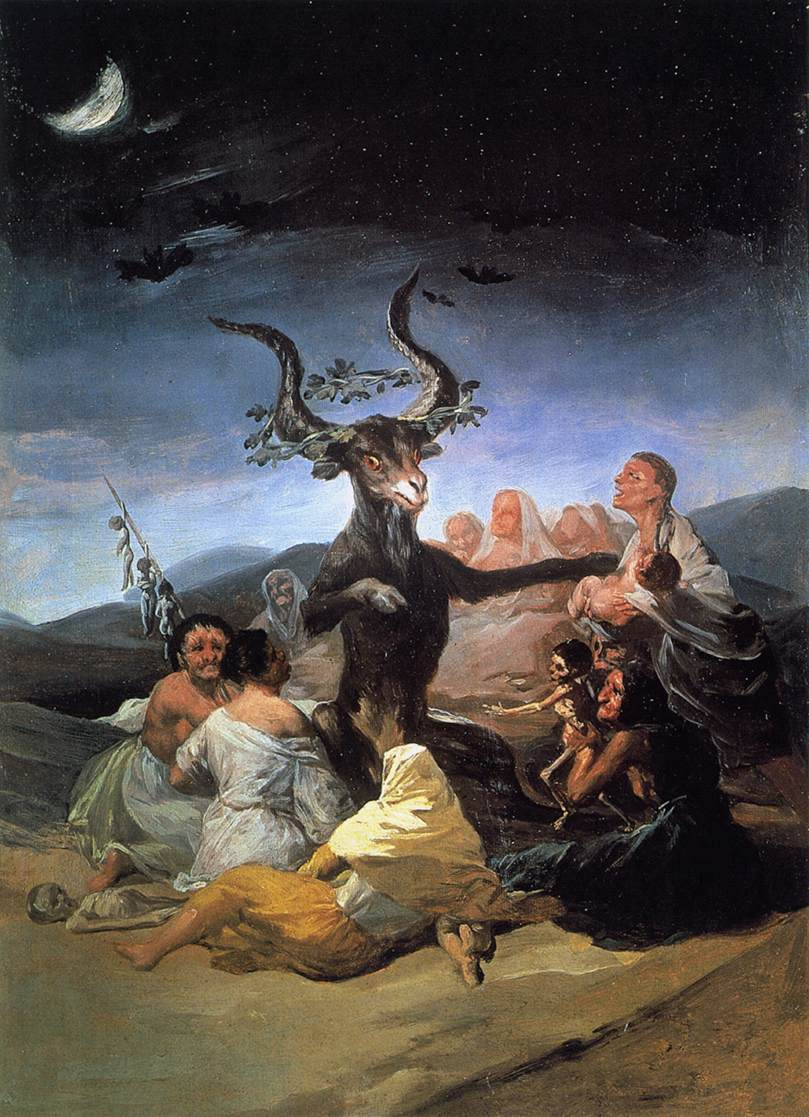
Aquelarre, tableau de Goya (Musée Lázaro Galdiano, Madrid).

Selon les croyances locales, lors des sabbats, les sorginak (sorcières) se rassemblaient pour chanter, danser, jouer de la musique et festoyer, dans des akelarre, lieux le plus souvent isolés et au clair de lune, et tout cela en l’honneur de la nature incarnée par le Dieu Cornu ou Akerbeltz. 
L'utilisation d'autres ustensiles comme le chaudron pour la préparation de potions, ainsi que les crapauds font partie de l'imaginaire associée au monde de la sorcellerie.

## Lieux liés aux sorcières

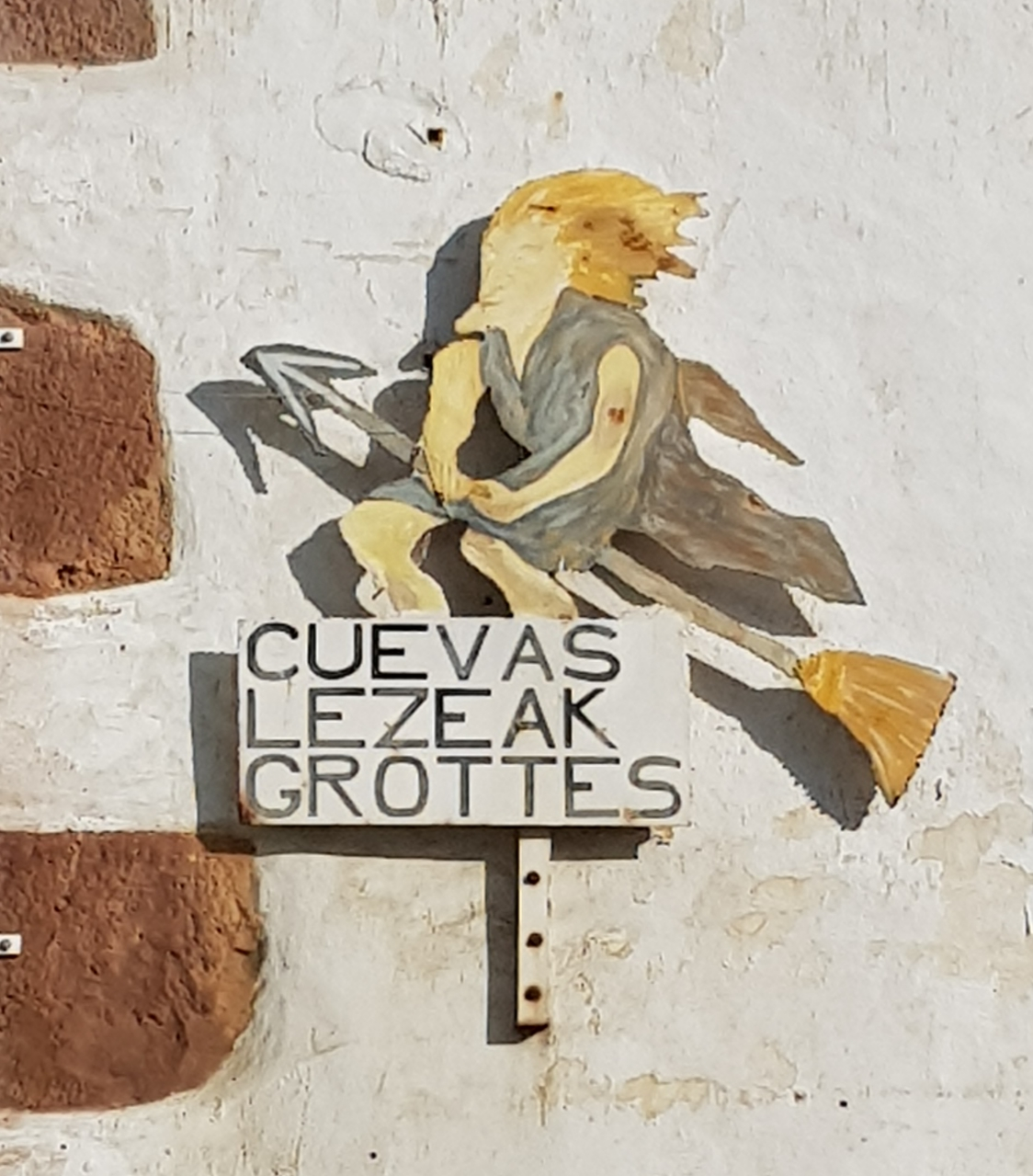
Le panneau indiquant l'emplacement des grottes de Zugarramurdi.

Dans tout le Pays basque, il existe de nombreux lieux liés aux sorcières, comme l'indique souvent la toponymie.

### Alava
- Agurain : le dolmen de sorcière de Sorginetxe, dans le village d'Arrizala, et en particulier la grotte de Lezao.
- Aramaio : les lieux d'Abadelaueta, Anbotondo et Amezola, champ inconnu de Gorbeia, un lieu d'Akelarre.
- Bilar : Près de cette ville se trouve un dolmen appelé Sorginaren Txabola/La chabola de la Hechicera (la maison de la Sorcière). On raconte que des sorcières y vivaient, et aujourd'hui, des akelarreak sont célébrés autour d'elle, lors des fêtes de la ville.
- Maeztu : Margarita Jauri, une femme du village, était une sorcière dans l'affaire Zugarramurdi. elle a été déclarée innocente, mais en raison de l'arrestation et des tortures qu'elle a subies, elle s'est suicidée peu après sa libération.
- Urizaharra : Le champ d'Urkiza aurait été un lieu de chasse aux sorcières.

### Biscaye
- On dit que le mont Anboto est la résidence principale de Mari, prenant souvent le nom de la sorcière d'Anboto. Elle vit dans une grotte inaccessible appelée « Sorginkoba ».
- Dima : La ferme Petralanda aurait été un akelarre à Arratia au XVIe siècle, selon l'Inquisition.
- Mañaria : La grotte d'Azkondo serait le lieu de rencontre des sorcières, selon la légende locale. José Miguel Barandiaran considérait les gouffres  qui sont entre le champ d'Akelarre et la grotte de Silibranka, le terrain de jeu du diable.
- Murueta : Etxebartxuko-landa, selon la légende locale.
- Muxika : il existe plusieurs endroits qui sont considérés comme des lieux d'Akelarre, appelés eperlanda.
- Orozko : la légende locale considère le mont Garaigorta comme un lieu d'Akelarre. La grotte de Supelegor, située à Itxina, est associée aux sorcières et surtout aux laminak. Elle est également considérée comme la résidence de Mari.
- Zeberio : les sorcières locales allaient à d'Akelarre de Petralanda à Dima, mais elles se réunissaient à Herenoiza de temps en temps.

### Guipuscoa
- Andoain : un vieux pont aurait été construit par des sorcières.
- Ataun : Txabaltxo (à côté du ruisseau), Iraubeltz (forêt), Mendabeita (pont), Zelaun (champ), le ruisseau près de la ferme Artzate, la source Negarregi et le champ Dantzaleku étaient fréquentés par les sorcières. Certains noms locaux indiquent clairement l'existence du lieu : Sorginiturri, Sorginpelota, Sorginzulo et Sorgizuloeta.
- Azkoitia : ferme Kimutxo.
- Bergara : le mont Itxu, lieu d'akelarre.
- Errenteria : Maria Zozoaia, une femme du village, a été accusée dans le procès de Zugarramurdi. Selon l'Inquisition, les réunions avaient lieu dans le champ de Matxarana et le lieu s'appelait Atsegin Soro.
- Hernani : Grotte de Sorgintxulo, écrite par Barandiaran.
- Hondarribia : L'Inquisition a « découvert » que les sorcières se réunissaient au Mont Jaizkibel, près de l'ermitage de Santa Barbara. Selon les légendes locales, le jour de la Santa Ageda, il y avait des foulques sur les ponts de Mendelu, Santa Engrazi et Puntalea.
- Lezo : L'inquisiteur Ugarte aurait été empoisonné dans cette ville en 1531.
- Lizartza : à côté d'une clôture sur le mont Aini.
- Mendaro : Une sorcière aurait vécu dans la maison de Silerokua ou Silerene, transformée en chat pour hanter les femmes.
- Oiartzun : les sorcières se réunissaient dans les ravins d'Irantzi et de Puilegi.
- Oñati : La grotte de Gaiztozulo serait l'une des résidences de Mari et de sa cour de sorcières.
- Pasaia : Mari Zulo a été arrêtée à Donostia, accusée de sorcellerie. Plus tard, elle fut lapidée et exilée, s'installant à Donibane Lohizune.
- Tolosa : on dit que les sorcières lavent leurs vêtements près d'Ugartebide, se réunissant à Edar Turri et Sorginerreka.
- Zegama : La déesse Mari, considérée comme une sorcière, prend le nom de la Sorcière d'Aketegi. On dit qu'elle vit dans la grotte de Sorginzulo leizea.

### Labourd

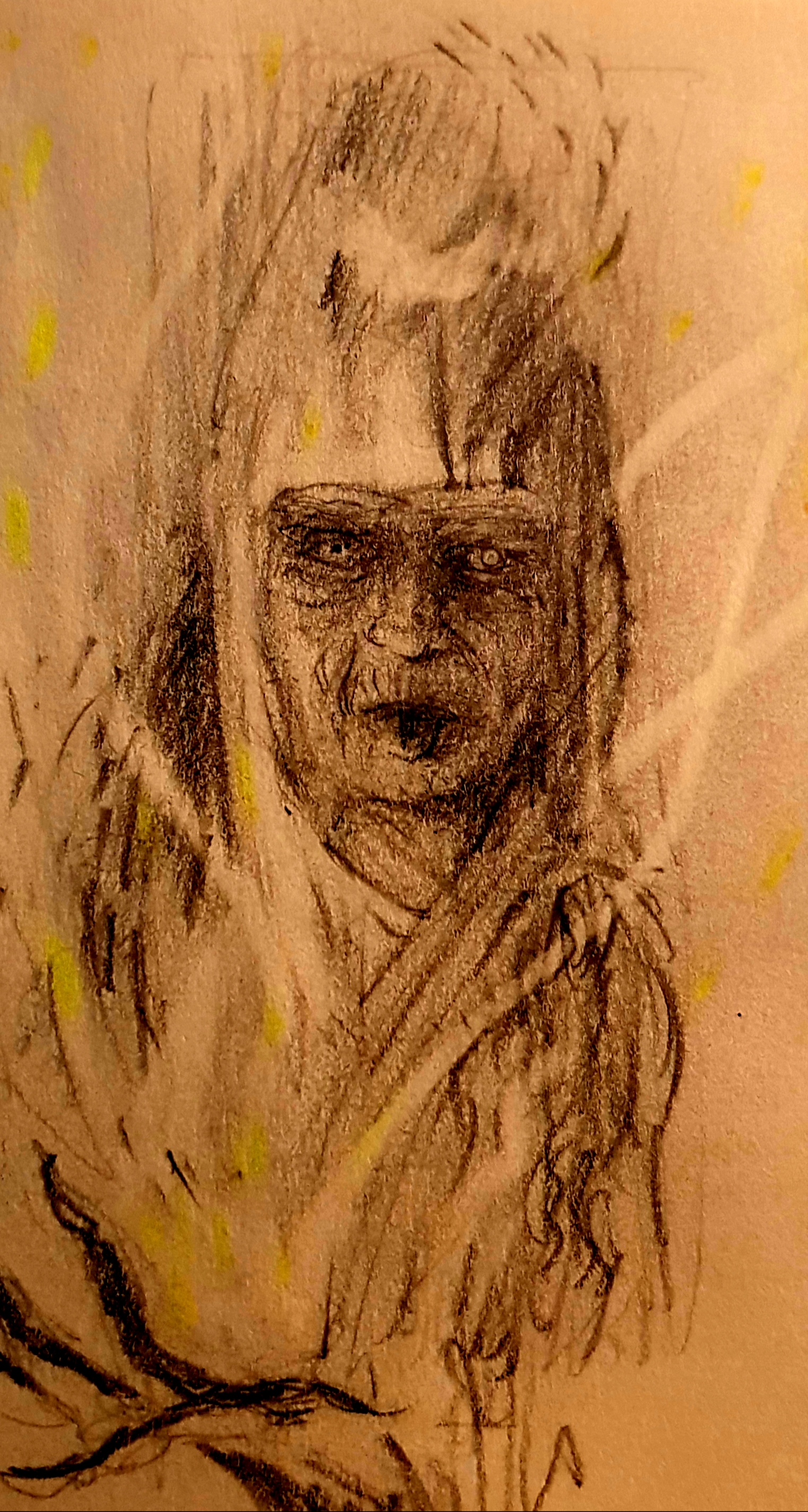
Sorgina du XVIe siècle.

Au Labourd, en 1609, des procès de sorcellerie au Pays basque eurent lieu, sous la responsabilité du juge Pierre de Lancre, d'origine basque, convaincu que tous les Basques, les femmes en particulier, étaient des sorcières.
- Arrangoitze : tous les citoyens étaient censés être des sorciers, selon les croyances des villages environnants.
- Azkaine : lors du procès de 1609, le curé du village fut brûlé vif parce qu'il était sorcier.
- Donibane Lohizune : champ d'Alakoandia et le pont qui le relie à Ziburu.
- Hendaia : la plage d'Ondarraitz était un lieu de prédilection pour la pêche, notamment au lieu-dit Lakua. Lors du procès de 1609, l'un des accusés a déclaré que les étoiles dans le ciel se trouvaient dans la chambre d'une autre sorcière.
- Lehuntze : de nombreuses sorcières locales tenaient leurs réunions à Sohüta (Zuberoa).
- Sara : selon la légende, les sorcières vivaient dans les maisons Egoainea, Ihartzegaraia et Larraburua. De nombreuses femmes locales furent jugées en 1609, parmi lesquelles de nombreuses mineures et la maîtresse de maison de Txantoko.
- Sempere : Pierre de Lancre vécut ici lors de la chasse aux sorcières de 1609, au château d'Amu. Les Akelarreak auraient été faits dans des cimetières, ainsi que des maisons, dont le château d'Amu. De nombreux citadins ont été accusés d'avoir jeté un sort pour tuer De Lancre. De Lancre a exécuté deux sorcières locales. Beaucoup d'autres s’enfuirent vers la Basse Navarre.
- Uztaritze : en 1576, Marie Txorropike de la ferme Lanetabarta fut brulée. Quarante autres sorcières présumées ont également été tuées. L'Akelarrea était célébrée dans un lieu appelé Pagola.
- Ziburu : de nombreuses personnes furent condamnées lors du procès de 1609, dont cinq prêtres.